# Aglaophenia epizoica
Aglaophenia epizoica is een hydroïdpoliep uit de familie Aglaopheniidae. De poliep komt uit het geslacht Aglaophenia. Aglaophenia epizoica werd in 1948 voor het eerst wetenschappelijk beschreven door Fraser. 